# Hellmut Lützner
Hellmut Lützner (* 9. Januar 1928 im Erzgebirge; † 3. August 2020 in Überlingen am Bodensee) war ein deutscher Arzt und Autor, der eine nach ihm benannte Fastenform für Gesunde entwickelt hat, die auf den Grundlagen von Otto Buchinger sen. (1878–1966) basiert, und Gründungsmitglied der Ärztegesellschaft für Heilfasten und Ernährung e.V.

## Leben und Werk
Lützner studierte Medizin in Kiel und München und promovierte mit einer Arbeit über Kneipp als Wissenschaft (Dr. med.). Danach arbeitete er sieben Jahre lang als Arzt in der ehemaligen DDR, davon eineinhalb Jahre als Landarzt. Während seiner Zeit als Arzt für Naturheilverfahren in Dresdner und Ostberliner Krankenhäusern sammelte er Erfahrung bei der Anwendung des Fastens als Therapie an Schwerkranken.
1961 kehrte er mit seiner Frau und den drei Kindern in die Bundesrepublik zurück. Es folgten zwölf Jahre fastenärztliche Tätigkeit in der Buchinger Wilhelmi Klinik Überlingen/Bodensee.
Nach einer internistischen Fachausbildung in Augsburg war Hellmut Lützner von 1975 bis 1992 Chefarzt der Kurpark-Klinik in Überlingen.
1976 sendete der Fernsehsender Bayerischer Rundfunk eine mehrteilige Ratgebersendung zum Thema Fasten, bei der Hellmut Lützner als ärztlicher Berater tätig war. Im Anschluss veröffentlichte Hellmut Lützner das Buch „Wie neugeboren durch Fasten“; welches in 17 Sprachen übersetzt wurde.

## Veröffentlichungen (Auszug)
- Wie neugeboren durch Fasten.  Gräfe und Unzer Verlag, erweiterte und aktualisierte Neu-Auflage, München 2008.
- Richtig essen nach dem Fasten, Gräfe und Unzer Verlag, Neu-Auflage (2008)
- Fasten Meditationsprogramm, Gräfe und Unzer Verlag, Neu-Auflage (2008)
- Fasten- und Ernährungstherapie: 40 Jahre Erfahrung. Books on Demand (2009)
- Ernährungsmedizin in der Naturheilkunde. Handbuch für die Therapie von Volker Schmiedel, Hartmut Heine, Claus Leitzmann und Hellmut Lützner, Urban & Fischer bei Elsevier (2008)